# Braakhoek
Braakhoek is een buurtschap  in de gemeente Reusel-De Mierden in de Nederlandse provincie Noord-Brabant. Het ligt twee kilometer ten oosten van het dorp Lage Mierde.
Dorpen: Hooge Mierde · Hulsel · Lage Mierde · Reusel

Buurtschappen: Achterste Heikant · Braakhoek · Heikant · De Hoef · De Hoek · Kippereind · Kuilenrode · Mispeleind · Vloeieind · Vooreind · Voorste Heikant

Noord-Brabant: Steden en dorpen      Nederland: Provincies · Gemeenten